# Lourdes Becerra
Lourdes Becerra (Sabadell, 4 giugno 1973) è un'ex nuotatrice spagnola.
Specializzata nella rana e nei misti, ha partecipato alle Olimpiadi di Atlanta 1996.

## Palmarès
- Mondiali in vasca corta

Hong Kong 1999: bronzo nei 400m misti.
- Europei in vasca corta

Sheffield 1998: argento nei 200m rana e bronzo nei 400m misti.
- Giochi del Mediterraneo

Atene 1991: bronzo nei 100m rana e nei 200m rana.
Bari 1997: argento nei 400m misti e bronzo nei 200m rana.